# Hegelmann Group
Hegelmann Group — міжнародний постачальник логістичних послуг. Діяльність групи компаній, заснованої в 1998 р. Включає наземний транспорт, а також пов'язані з цим логістичні завдання. В даний час група компаній (станом на 2019 рік) має 28 філій у 14 європейських країнах та Казахстані. Група компаній має групу німецьких акціонерів.
Усі національні компанії мають власне місцеве управління та незалежну організацію, яка узагальнюється зовні під зареєстрованою назвою «Hegelmann Group».
По всій Європі близько 7300 співробітників працюють у групі та приносять загальний обсяг продажів понад 630 мільйонів євро на рік (станом на 2019 рік).